# 15 март
15 март е 74-тият ден в годината според григорианския календар (75-и през високосна година). Остават 291 дни до края на годината.

## Събития
- 44 г. пр.н.е. – Юлий Цезар е посечен от Марк Юний Брут и група римски сенатори по време на заседанието на Сената на Римската империя.
- 1493 г. – Христофор Колумб се завръща в Испания след първото си плаване до Америка.
- 1820 г. – Мейн става 23-тият щат на САЩ.
- 1827 г. – Създаден е университета на Торонто.
- 1906 г. – Регистрирана е фирмата Ролс-Ройс.
- 1908 г. – Завършва Кюстендилския общ конгрес на ВМОРО.
- 1911 г. – Създаден е ФК Аустрия (Виена).
- 1916 г. – Президентът Удроу Уилсън изпраща 12 000 войници зад Границата между САЩ и Мексико, за да преследват Панчо Виля.
- 1917 г. – Руският цар Николай II обявява своята и на сина си абдикация от престола в полза на брат си.
- 1922 г. – Египет получава реална независимост от Великобритания и крал на държавата става Фуад I.
- 1939 г. – Втората световна война: Нацистки войски окупират останалите части на Бохемия и Моравия; Чехословакия престава да съществува.
- 1952 г. – В Реюнион е измерен световният рекорд на паднал валеж – 1870 mm за едно денонощие.
- 1970 г. – В Осака (Япония) е открито световното изложение Експо '70.
- 1989 г. – В Дервента се провежда последният концерт на групата „Биело дугме“.
- 1990 г. – Михаил Горбачов е избран за първи президент на СССР.
- 1990 г. – СССР обявява за невалидна декларацията на Литва за независимост.
- 1991 г. – Германия получава формално пълна независимост след Втората световна война от окупационните сили (САЩ, Франция, Великобритания и СССР).
- 1998 г. – Папа Йоан Павел II обявява българския епископ Евгений Босилков за мъченик на католическата вяра.
- 1999 г. – Започва да функционира Националната здравноосигурителна каса в България.
- 2022 г. - Национален ден на боба

## Родени
- 1767 г. – Андрю Джаксън, 7-и президент на САЩ († 1845 г.)
- 1779 г. – Уилям Ламб, министър-председател на Обединеното кралство († 1848 г.)
- 1813 г. – Джон Сноу, английски физик († 1858 г.)
- 1830 г. – Жан Жак Реклю, френски географ († 1905 г.)
- 1830 г. – Паул фон Хайзе, германски писател, Нобелов лауреат през 1910 († 1914 г.)
- 1835 г. – Едуард Щраус, австрийски композитор († 1916 г.)
- 1848 г. – Иван Драсов, български революционер († 1901 г.)
- 1854 г. – Емил фон Беринг, германски физиолог, Нобелов лауреат през 1901 г. († 1917 г.)
- 1854 г. – Иван Стефанов Гешов, български политик († 1932 г.)
- 1859 – Ненчо Палавеев, български търговец, предприемач и благодетел († 1936 г. )
- 1862 г. – Православ Тенев, български военен деец († 1942 г.)
- 1862 г. – Асен Петров, български хирург, учен и преподавател († 1920 г.)
- 1869 г. – Велко Думев, български революционер († 1945 г.)
- 1873 г. – Георги Шагунов, български композитор († 1948 г.)
- 1879 г. – Владимир Стоянов, български военен деец
- 1884 г. – Ангелос Сикелианос, гръцки поет и писател, Нобелов лауреат през 1949 г. († 1951 г.)
- 1899 г. – Иван Стефанов, български икономист († 1980 г.)
- 1902 г. – Иван Унджиев български професор – историк († 1979 г.)
- 1903 г. – Никола Попов, български генерал († 2007 г.)
- 1904 г. – Трайко Запрянов, български невролог († 1992 г.)
- 1913 г. – Иван Димов, български скуптор († 2002 г.)
- 1915 г. – Трауте Форести, австрийска актриса († 2015 г.)
- 1920 г. – Валтер Томан, австрийски писател († 2003 г.)
- 1920 г. – Едуард Донал Томас, американски физик, Нобелов лауреат през 1990 г. († 2012 г.)
- 1929 г. – Атанас Божков, български изкуствовед († 1995 г.)
- 1930 г. – Елена Георгиева, българска езиковедка († 2007 г.)
- 1930 г. – Андреас Окопенко, австрийски писател († 2010 г.)
- 1930 г. – Жорес Алфьоров, руски физик, Нобелов лауреат през 2000 г. († 2019 г.)
- 1932 г. – Алън Бийн, американски астронавт († 2018 г.)
- 1934 г. – Крикор Азарян, български режисьор († 2009 г.)
- 1935 г. – Ташко Георгиевски, македонски писател († 2012 г.)
- 1938 г. – Георги Пинчев, български политик
- 1942 г. – Иван Маразов, български културолог
- 1943 г. – Дейвид Кронънбърг, канадски режисьор
- 1943 г. – Бодо Хел, австрийски писател
- 1951 г. – Стоян Алексиев, български артист
- 1951 г. – Герхард Фалкнер, немски писател
- 1953 г. – Калуди Калудов, български певец
- 1955 г. – Дий Шнайдер, американски рок музикант
- 1955 г. – Йорданка Стефанова, българска актриса
- 1960 г. – Йоан Андоне, румънски футболист
- 1962 г. – Маркус Мерк, немски футболен съдия
- 1963 г. – Илиана Раева, българска гимнастичка
- 1965 г. – Джеймс Баркли, британски писател
- 1966 г. – Валентин Милушев, български политик
- 1975 г. – Веселин Топалов, български шахматист
- 1975 г. – Ева Лонгория, американска актриса
- 1977 г. – Джоузеф Хан, американски музикант (Linkin Park)
- 1985 г. – Келан Лъц, американски артист
- 1987 г. – Тиа Танака, американска порноактриса
- 2000 г. – Кристиан Костов, български певец

## Починали
- 44 г. пр.н.е. – Юлий Цезар, римски военен и политически водач (* 100 пр.н.е.)
- 752 г. – Захарий, римски папа
- 1723 г. – Йохан Кристиан Гюнтер, немски поет (* 1695 г.)
- 1891 г. – Сава Муткуров, български политик (* 1852 г.)
- 1891 г. – Христо Белчев, български политик (атентат) (* 1857 г.)
- 1898 г. – Хенри Бесемер, английски инженер и изобретател (* 1813 г.)
- 1903 г. – Тома Давидов, български офицер и революционер (* 1868 г.)
- 1937 г. – Хауърд Лъвкрафт, американски писател (* 1890 г.)
- 1938 г. – Николай Бухарин, съветски партиен деец (* 1888 г.)
- 1945 г. – Константин Лукаш, български военен деец (* 1890 г.)
- 1945 г. – Трифон Трифонов, български военен деец (* 1895 г.)
- 1947 г. – Жан-Ришар Блок, френски писател и драматург († 1884 г.)
- 1950 г. – Кина Герджикова, българска актриса († 1884 г.)
- 1961 г. – Димитър Бъров, български юрист и политик, първи ректор на Стопанска академия - Свищов (* 1887 г.)
- 1962 г. – Артър Холи Комптън, американски физик, Нобелов лауреат (* 1892 г.)
- 1965 г. – Асен фон Хартенау, граф, син на княз Батенберг (* 1890 г.)
- 1975 г. – Аристотел Онасис, гръцки корабен магнат (* 1906 г.)
- 1979 г. – Емилиян Станев, български писател (* 1907 г.)
- 1981 г. – Рене Клер, френски режисьор (* 1898 г.)
- 1996 г. – Волфганг Кьопен, германски писател (* 1906 г.)
- 1998 г. – Бенджамин Спок, американски педиатър (* 1903 г.)
- 2004 г. – Геласий, български митрополит (* 1933 г.)
- 2004 г. – Джон Поупъл, британски математик и химик, носител на Нобелова награда по химия за 1998 г. (* 1925)
- 2006 г. – Георгиос Ралис, министър-председател на Гърция (* 1918 г.)
- 2007 г. – Христо Малинов, български писател (* 1917 г.)
- 2008 г. – Стефан Геренски, български футболист (* 1926 г.)
- 2016 г. – Любка Рондова, българска народна певица (* 1936 г.)

## Празници
- Световен ден на потребителя (отбелязва се от 1983 г.)
- Международен ден срещу полицейската бруталност
- България – Ден на здравния инспектор (отбелязва се от 1999 г.)
- България – Ден на санитарния инспектор (отбелязва се от 1997 г.)
- Беларус – Празник на конституцията
- Унгария – Ден на революцията (1848 г., национален празник)